# Hanleya hanleyi
Hanleya hanleyi é uma espécie de molusco pertencente à família Hanleyidae.
A autoridade científica da espécie é Bean in Thorpe, tendo sido descrita no ano de 1844.
Trata-se de uma espécie presente no território português, incluindo a zona económica exclusiva.